# Centro studi biblici Giovanni Vannucci
Il Centro studi biblici Giovanni Vannucci di Montefano (MC) è nato nel settembre del 1995 per iniziativa di due frati Servi di Maria, fra Alberto Maggi e Ricardo Pérez Márquez, ai quali si è poi aggiunto dal 1998 al 2009 il patrologo fra Paolo Zannini.
Lo scopo del Centro è lo studio a livello scientifico dei testi della Sacra Scrittura e la loro divulgazione a livello popolare, in modo da rendere a tutti accessibile la ricchezza della Bibbia mediante incontri, pubblicazioni e trasmissioni.
Il Centro è stato dedicato a Giovanni Vannucci (1913-1984), frate servo di Maria, che è riuscito a penetrare profeticamente nello spirito dei sacri testi.
Il Centro è situato presso il convento San Filippo Benizi di Montefano, costruzione settecentesca in via di ristrutturazione. Ogni prima e seconda domenica del mese presso il Centro si organizzano incontri sui vangeli che richiamano centinaia di partecipanti da ogni parte d'Italia. Gli incontri del Centro studi biblici vengono inoltre trasmessi in diretta internet sul sito studibiblici.it e sono seguiti in tutta Italia e all'estero. 
Ogni estate il Centro organizza una “Settimana biblica” e un viaggio di studio nella terra di Gesù allo scopo di comprendere sempre meglio la "buona notizia" del Signore.